# Jurbarkas
Jurbarkas (polska: Jurbork; tyska: Georgenburg, Jurgenburg och Eurburg; jiddisch: יורבורג) är en stad i den litauiska provinsen Tauragė i Litauen med 11 232 invånare (2011). Jurbarkas är beläget på högra stranden av floden Njemen. 
Under andra världskriget mördades Jurbarkas judiska befolkning av de tyska nazisterna.